# Candillargues
Candillargues – miejscowość i gmina we Francji, w regionie Oksytania, w departamencie Hérault.
Według danych na rok 1990 gminę zamieszkiwało 687 osób, a gęstość zaludnienia wynosiła 83 osoby/km² (wśród 1545 gmin Langwedocji-Roussillon Candillargues plasuje się na 432. miejscu pod względem liczby ludności, natomiast pod względem powierzchni na miejscu 839.).